# 芝村藩
芝村藩（しばむらはん）は、大和国式上郡芝村（現在の奈良県桜井市芝）を居所とした藩。1615年、織田長益（有楽斎）の四男・長政が1万石を分与されて大名となる。長政は同郡戒重村（現在の奈良県桜井市戒重）に陣屋を構えたため、戒重藩（かいじゅうはん）と呼ばれる。1745年に藩庁を芝村陣屋へと移し、以後幕末・廃藩置県まで存続した。
本記事では、廃藩後に置かれた芝村県（しばむらけん）についても言及する。

## 歴史

### 前史：織田有楽領
織田信長の弟で茶人として有名な織田有楽（長益）は、慶長5年（1600年）の関ヶ原の戦いの際に徳川家康に従った。戦後、摂津国島下郡味舌の本領2000石が安堵された上、新たに恩賞として大和国山辺郡内に2万8000石を加増された。これにより都合3万石を知行することとなり、大名に列した（味舌藩）。

### 戒重藩の成立
大坂の陣後の元和元年（1615年）、織田有楽は3万石の所領を分割、1万石は自分の養老料（隠居料）として残し、1万石を四男長政（戒重藩）に、1万石を五男尚長（柳本藩）にそれぞれ分与した。これにより、織田長政の戒重藩（大和国式上郡・山辺郡、摂津国島下郡のうち）と、織田尚長の柳本藩（大和国式上郡・山辺郡のうち）が成立した。
長政に分与されたのは当初9980石余であったが、老中井上正就の計らいで19石余を加えられたとも伝えられる。父の本領であった味舌はこの所領分割の際に長政の所領となった。
初代藩主・長政は、はじめ山辺郡山口村（現在の天理市杣之内町）に仮住まいしたが、元和4年（1618年）に戒重城跡に陣屋を設けて移った。当初は地方知行をおこなっていたが、のちに俸禄制に移行するとともに家臣の陣屋周辺への集住を進めた。
第4代藩主・織田長清は、同族（織田信雄の系統）の宇陀松山藩から養子入りした人物である。長清は好学の藩主として知られ、織田氏や信長の記録である『織田真記』15巻を編纂した。また、藩校「遷喬館」が設立され、藩士に文武が奨励された。

### 芝村への移転計画
宝永元年（1704年）4月11日、長清は陣屋を戒重村から岩田村（現在の桜井市芝）に移すことを幕府に願い出て認められた。戒重村が藩領の最南端という偏った位置にあったこと、低湿地であり年貢の収納に不便であったことが理由である。一方、岩田村は藩領の中央に位置しており上街道筋にあって交通の便に恵まれていたためである。
戒重藩と同族の柳本藩の領地は錯綜しており、岩田村における新陣屋建設においては縄張り内に柳本藩茅原村の飛び地があったことが発覚し、問題が生じた。柳本藩の大庄屋らの奔走により事態は収拾され、新陣屋の縄張りは宝永3年（1706年）に完成した。長清の治世末期頃から財政悪化が表面化し、移転は実現しなかった。正徳3年（1713年）9月27日、岩田村は芝村に改称した。
元文2年（1737年）、大和・摂津両国の幕府領のうち1万3000石余を預かった。

### 芝村への移転
寛保2年（1742年）に芝村陣屋が完成。第7代藩主・織田輔宜の代である延享2年（1745年）閏12月12日に陣屋移転が実現した。芝村には藩士とその家族が移住し、上街道筋に御用商人や旅籠の集まる町場が形成された。
延享3年（1746年）には預かり地が9万石近くに達し、第8代藩主・織田長教の代になると9万3430石を任されるようになった。さらに預かり地の統治を任されていた杉浦弥左衛門や吉田千左衛門らの預かり地における統治もある程度成功を収めたため、幕府から厚く賞賛されるに至った。
しかし宝暦3年（1753年）末、杉浦や吉田らが行なった年貢増徴政策に対して預かり地における百姓一揆が頻発し、遂には百姓たちが芝村藩を批判して預かり地の所替えを要求するに至った。これを芝村騒動という。幕府はこの騒動を鎮圧したが、寛政6年（1794年）に預かり地における芝村藩の役人による不正が発覚し、幕命により藩主・長教をはじめとする要人が処罰され、預かり地も全て召し上げられるに至った。
藩内においても長教の時代から藩財政の窮乏化が深刻化し、明和5年（1768年）末には年貢減免を求める強訴が発生する。これに対して藩では藩札の発行や家臣の知行借り上げ、御用金の調達などによる藩政改革が試みられたが、あまり効果はなく、安政6年（1859年）には藩の借金は銀2693貫という莫大なものになったと言われている。
幕末期、最後の藩主である織田長易は天誅組追捕の功績を挙げている。しかし明治維新頃から幕府より離れて新政府側に与し、維新後は高取藩と共に大和国内における御料（旧幕府領）の取締りを命じられた。明治2年（1869年）の版籍奉還で長易は藩知事となった。

### 芝村県
同4年（1871年）の廃藩置県で芝村藩は廃藩となり、芝村県が設置された。藩領のうち、摂津国島下郡における領地は大阪府、大和山辺郡と式上郡は奈良県にそれぞれ編入された。

## 歴代藩主
織田家
1万石 外様
1. 織田長政（ながまさ）【元和元年（1615年）8月12日藩主就任－万治2年（1659年）12月23日隠居】
2. 織田長定（ながさだ）【万治2年12月23日藩主就任－寛文12年（1672年）閏6月4日死去】
3. 織田長明（ながあきら）【寛文12年8月6日藩主就任－天和3年（1683年）5月2日隠居】
4. 織田長清（ながずみ）【天和3年5月2日藩主就任－正徳4年（1714年）2月13日隠居】
5. 織田長弘（ながひろ）【正徳4年2月13日藩主就任－正徳4年7月19日死去】
6. 織田長亮（ながあき）【正徳4年9月23日藩主就任－享保18年（1733年）6月7日死去】
7. 織田輔宜（すけよし）【享保18年8月2日藩主就任－安永7年（1778年）2月25日隠居】
8. 織田長教（ながのり）【安永7年2月25日藩主就任－寛政7年（1795年）4月26日隠居】
9. 織田長宇（ながのき）【寛政7年4月26日藩主就任－文政9年（1826年）3月27日隠居】
10. 織田長恭（ながやす）【文政9年3月27日藩主就任－嘉永5年（1852年）3月13日隠居】
11. 織田長易（ながやす）【嘉永5年3月13日藩主就任－明治4年（1871年）7月14日免官】

## 主要家臣家
- 杉浦氏
- 山下氏
- 牧野氏
- 平手氏

## 領地

### 分布と変遷

#### 延享2年の藩領
延享2年（1745年）時点の芝村藩領は以下の通り。
- 大和国（7851石余）
  - 式上郡のうち
  - 山辺郡のうち
- 摂津国（2148石余）
  - 島下郡のうち - 4村

織田長益領が分割されたという成り立ちから、大和国の所領は同族の柳本藩領と錯綜していた。摂津国の領地はもともと織田長益の本領であった（味舌藩参照）。
この時点の領地が幕末まで引き継がれた。

#### 幕末の領地
- 大和国
  - 式上郡のうち - 13村
  - 山辺郡のうち - 10村
- 摂津国
  - 島下郡のうち - 4村

### 地理

#### 戒重
戒重村は藩領の最南端に所在し、なおかつ周囲を他領に囲まれていた。戒重の地には中世に戒重城があり、かつての城跡の施設を利用できるという土木上の利点を優先したと見られる。
藩士の集住が進められた貞享年間（1684年 - 1688年）には、陣屋周辺に70 - 80軒の家中屋敷が並んだ。また、初瀬街道の「札ノ辻」を中心として「新町」が形成され、商人らが集まった。芝村への移転後、藩士が去った戒重村は農村に戻ったが、「新町」は町場として残った。

#### 芝村
芝村陣屋は上街道の東側に設けられた。総面積は8ヘクタールにおよび、周囲に堀を設けている。跡地には桜井市立織田小学校が所在し、同校は織田家の木瓜紋を校章に用いている。
芝には芝村藩織田家代々の菩提寺である慶田寺（曹洞宗）が所在する。慶田寺の山門は、明治維新後に芝村陣屋の惣門を移築したものである。また、織田小学校西側には建勲神社があり、「信長公（しんちょこ）さん」の名で親しまれている。境内には織田信長の座像がある。
芝村を含む諸村は、近代に町村制が施行されると織田村を編成した。

## 藩邸および江戸での菩提寺
江戸藩邸は飯倉片町に上屋敷、芝白金台に下屋敷があった。後に飯倉片町の方が上屋敷、白金台の方が下屋敷に変更された。また、江戸における菩提寺は芝高輪の泉岳寺を使用していた。

## 備考
- 織田氏の諸藩では他に、織田信雄の系統で天童藩、柏原藩が、有楽の系統では上述の柳本藩が、明治維新まで存続した。有楽の系統は他に野村藩が存在したが、江戸時代初期に除封、無嗣断絶している。